# Società Sportiva Bocca
Societá Sportiva Bocca – ekwadorski klub futsalowy z siedzibą w mieście Guayaquil, obecnie występuje w najwyższej klasie rozgrywkowej Ekwadoru.

## Sukcesy
- Mistrzostwo Ekwadoru (3): 2016, 2017, 2018